# Vindalsö
Vindalsö är en ö nära Sandhamn i Stockholms skärgård.
På Vindalsö ordnas scoutläger och ön är även hemmahamn för Stockholms Scoutskeppslags skolfartyg Biscaya av Vindalsö. På Vindalsös norra sida ligger en populär naturhamn innanför holmen Vildgrytan som har inrättas som Skogsskär-Vindalsö naturreservat.

## Externa länkar

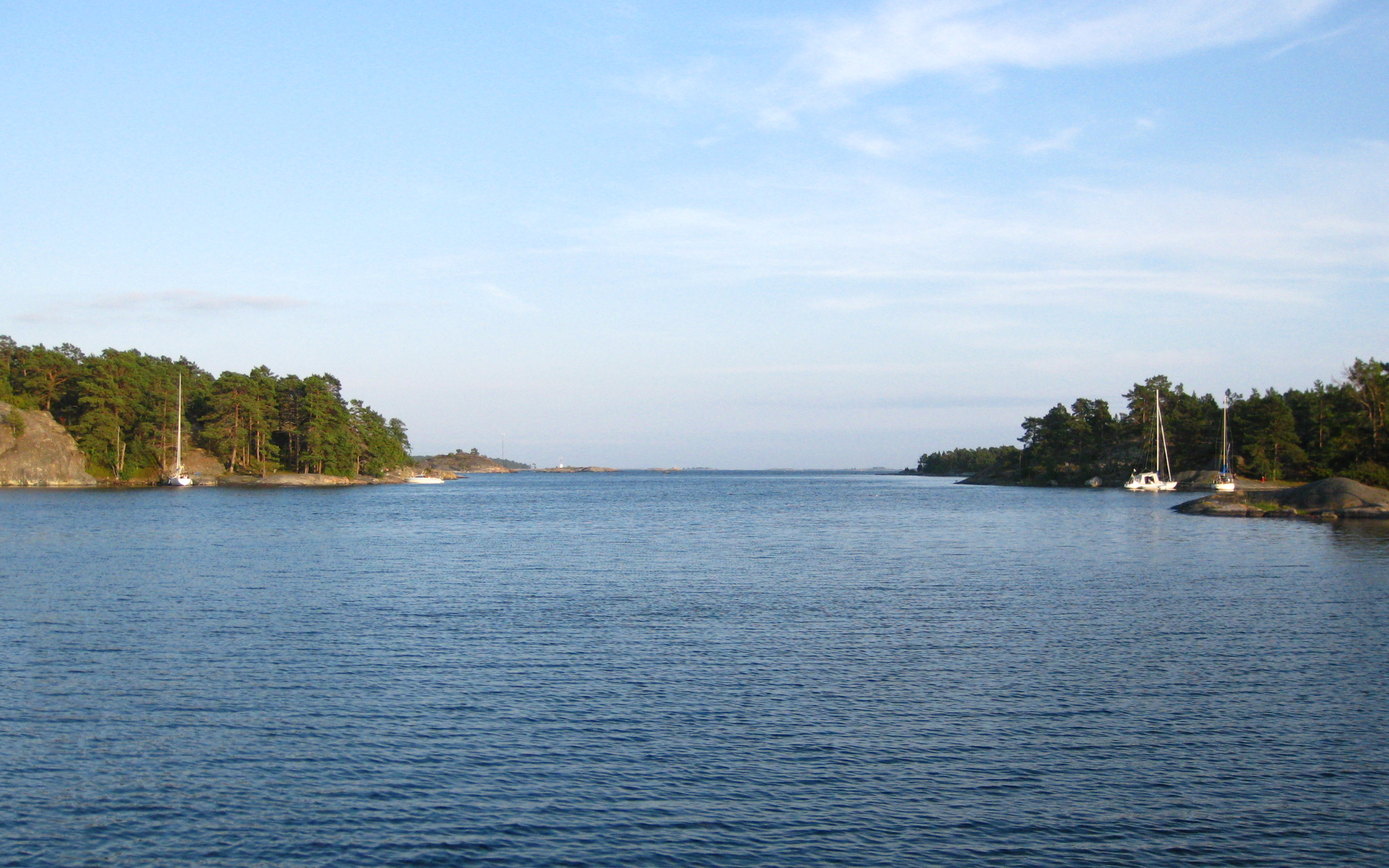
Naturhamnen med Vildgrytan till vänster och Vindalsö till höger.